# Amaryllis bagnoldii
Amaryllis bagnoldii là một loài thực vật có hoa trong họ Amaryllidaceae. Loài này được (Herb.) Traub & Uphof mô tả khoa học đầu tiên năm 1938.